# Marisa Carrillo
María Luisa Carrillo de Albornoz y Amorós, más conocida como Marisa Carrillo (Sevilla, 4 de julio de 1940-Ibidem., 21 de febrero de 2019) fue una locutora de radio española. 

## Biografía
Era la menor de las tres hijas de un sevillano y una madrileña de Aravaca. Aunque nacida en Sevilla, el trabajo de su padre hizo que pasara su infancia, junto con el resto de su familia en Cádiz y Madrid. De regreso a Sevilla, estudió Magisterio. Pero, poco tiempo después, en los años cincuenta, inició su andadura profesional en el mundo radiofónico a través de las ondas de Radio Vida, germen de la Cadena COPE. Uno de sus primos la animó a presentarse y grabar la primera cuña publicitaria de un negocio sevillano llamado Oro Blanco. Allí permanenció unos meses, hasta que  Fernando Machado, director de Radio Sevilla, la fichó como locutora para esta emisora de la Cadena SER.
El 30 de octubre de 1967, de la mano de Manuel Alonso Vicedo, Marisa presentó con Juan Bustos el programa Sevilla 13’30, el primer magazín radiofónico moderno dedicado a la actualidad de la capital hispalense, con colaboradores tan variados como: Antonio Burgos, Manolo Barrios, Juan Tribuna, Manolo Bará o José María de Mena. También formó pareja profesional con iconos de la radio como Pepe da Rosa o Rafael Santisteban, destacando por poseer una dicción perfecta y trabajó bajo las órdenes de Iñaki Gabilondo, director de Radio Sevilla, en una de las etapas que más le habían aportado y enriquecido personal y profesionalmente.
A lo largo de su extensa trayectoria profesional vivió profundos cambios en la manera de hacer los programas radiofónicos. Se dejaba atrás un concepto comercial, de entretenimiento para pasar a otro más informativo. Vivió una radio hecha de cara al público con la publicidad escrita a mano.
La enfermedad de su madre la obligó a abandonar la radio, para poder cuidar de ella.